# Toxabramis
Toxabramis es un género de peces de la familia Cyprinidae y de la orden de los Cypriniformes. Se encuentra en Asia Oriental. 

## Especies
- Toxabramis argentifer J. F. Abbott, 1901
- Toxabramis hoffmanni S. Y. Lin, 1934
- Toxabramis hotayensis V. H. Nguyễn, 2001
- Toxabramis houdemeri Pellegrin, 1932
- Toxabramis maensis H. D. Nguyễn & N. A. Dương, 2006
- Toxabramis nhatleensis H. D. Nguyễn, Đ. H. Trần & T. T. Tạ, 2006
- Toxabramis swinhonis Günther, 1873

- Datos: Q6425049
- Multimedia: Toxabramis / Q6425049